# Hydractinia bayeri
Hydractinia bayeri är en nässeldjursart som beskrevs av Hirohito 1984. Hydractinia bayeri ingår i släktet Hydractinia och familjen Hydractiniidae. Inga underarter finns listade i Catalogue of Life.